# Bryum corsicum
Bryum corsicum är en bladmossart som beskrevs av Kindberg 1897. Bryum corsicum ingår i släktet bryummossor, och familjen Bryaceae. Inga underarter finns listade i Catalogue of Life.